# Saint-Martin-Lacaussade
Saint-Martin-Lacaussade é uma comuna francesa na região administrativa da Nova Aquitânia, no departamento da Gironda. Estende-se por uma área de 3,93 km². Em 2010 a comuna tinha 1 248 habitantes (densidade: 317,6 hab./km²).